# 大叶木槿
大叶木槿（学名：Hibiscus macrophyllus）为锦葵科木槿属下的一个物种。